# Sint-Antonius van Paduakerk (Magnée)

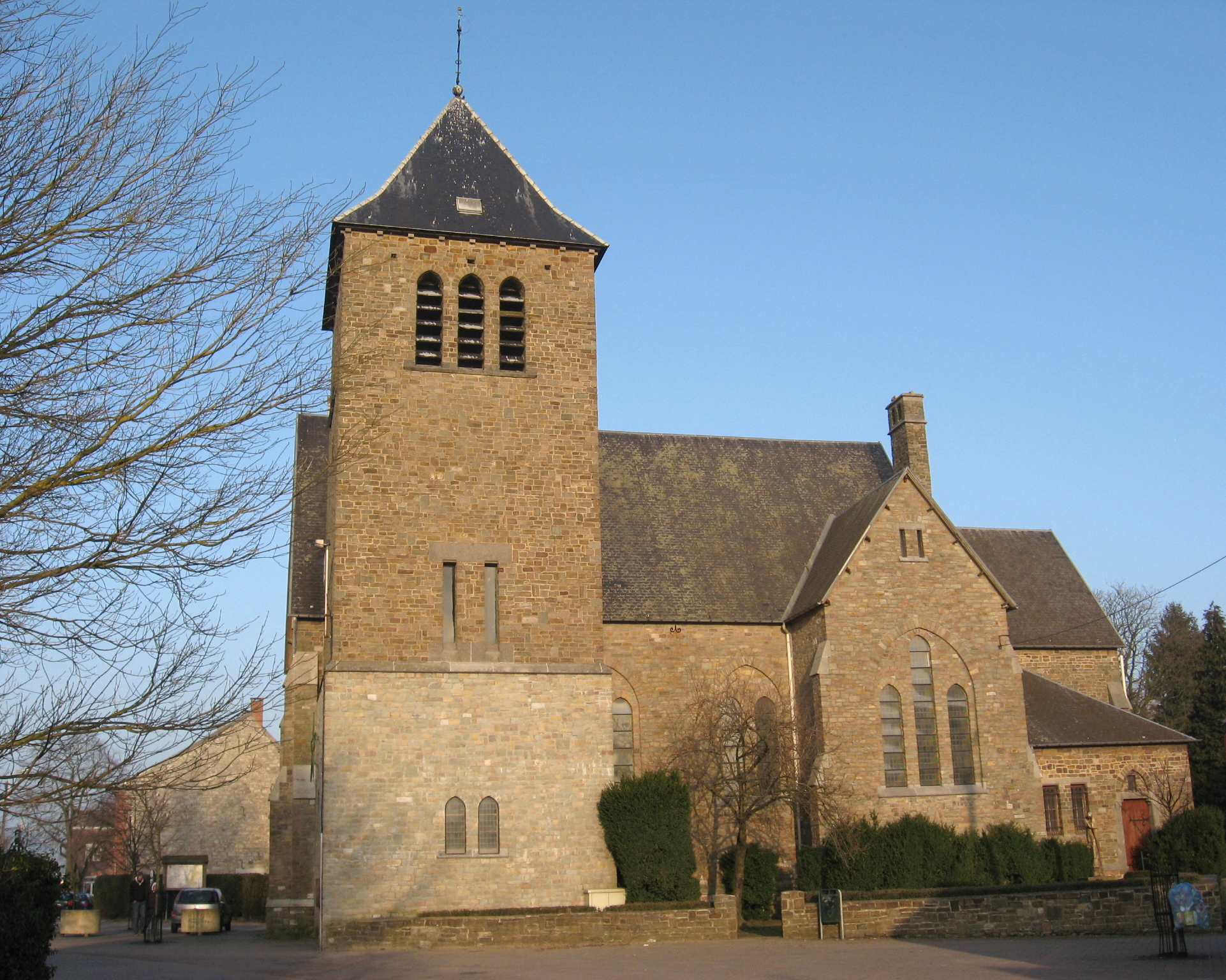
Sint-Antonius van Paduakerk

De Sint-Antonius van Paduakerk is de parochiekerk van het tot de Belgische gemeente Fléron behorende dorp Magnée.

## Geschiedenis
Magnée behoorde tot de parochie van Fléron en in 1766 werd er een kapel opgericht. In de eerste helft van de 19e eeuw werd Magnée een zelfstandige parochie, gewijd aan Sint-Antonius van Padua.
In 1904 werd een neogotische kerk gebouwd naar ontwerp van Clément Léonard. De kerk werd vernield in 1940 en herbouwd in gewijzigde vorm in 1950.
De kerk is gebouwd in blokken zandsteen en kalksteen. De sobere bouwstijl neigt naar moderne gotiek. Een naastgebouwde vierkante toren wordt gedekt door een tentdak.
Het altaren zijn neogotisch en voorzien van retabels in houtsnijwerk. Ze werden vervaardigd door het atelier Peeters te Luik.